# نبويت
نبويت هو معدن من معادن النيكل وينتمي أيضاً إلى معادن السيليكات، ويوجد عادة على هيئة بلورات كتلية خضراء.
أطلق المهندس الجيولوجي إدوار غلاسر Edouard Glasser عليه هذه التسمية نسبة إلى الموقع نبوي Népoui} الذي عثر على عينات منه هناك سنة 1907.